# Rohrschutzhülle

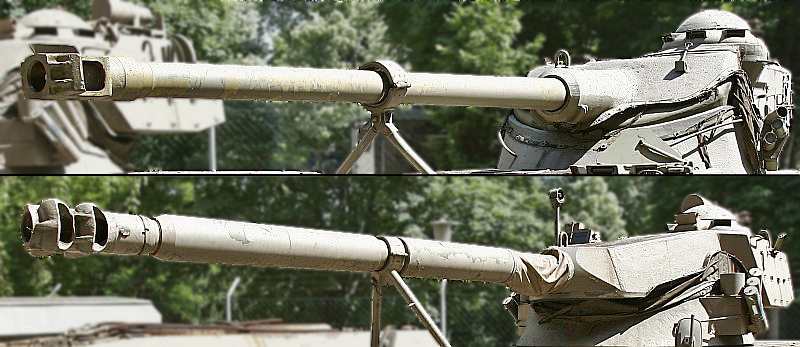
Oben ohne, unten mit Rohrschutzhülle

Eine Rohrschutzhülle, auch Wärmeschutzhülle, ist ein Bauteil einer Kanone oder eines Geschützes, das zur Erhöhung der Treffergenauigkeit dient.

## Funktion
Unter dem Einfluss einseitiger Wärme oder Kälteeinwirkung – beispielsweise durch Sonneneinstrahlung oder Wind und Regen – kann sich das Material von Geschützrohren von Panzern oder anderen Geschützen geringfügig verformen. Da schon eine minimale Verformung von einem Strich an der Mündung bei einer Zielentfernung von 2000 Metern zu einer Trefferablage von zwei Metern führt, ist eine Rohrschutzhülle eine preisgünstige und effektive Methode, um diese durch äußere Einflüsse bedingte Trefferablage zu verhindern.

## Ausführungen
Anfänglich wurden Geschützrohre mit Isoliermaterial umwickelt. Modernere Bauausführungen verwenden Schutzhüllen aus Aluminium oder glasfaserverstärktem Kunststoff. Die im Zwischenraum verbleibende Luft sorgt für Isolierung und gleichmäßigere Erwärmung.